# Nicolas Caussin
Pour les articles homonymes, voir Caussin.
Nicolas Caussin, né à Troyes (France) le 27 mai 1583 et décédé le 2 juillet 1651, est un prêtre jésuite français. Prédicateur de renom il devint confesseur de Louis XIII; il fut exilé pour avoir pris parti pour la reine-mère.

## Biographie
Né à Troyes, Caussin entre dans la Compagnie de Jésus en 1609 et devient confesseur de Louis XIII de mars à décembre 1637. Réputé pour être un directeur spirituel rigoureux qui s'opposa, selon les mots du janséniste Antoine Arnauld, à "l'attrition, résultant de la crainte de l'enfer seul (...) car il ne pouvait y avoir de justification sans amour de Dieu ". Bien que l'Encyclopédie catholique de 1913 ait prétendu que cela n'était pas la cause de sa disgrâce par  le cardinal Richelieu, qui l'avait envoyé en exil à Quimper, cette cause a récemment été réaffirmée par Philippe Sellier et Gérard Ferreyrolles dans une édition des oeuvres de Pascal.
De retour à Paris en 1643, à la suite du décès de Richelieu, il est choisi pour répondre à la critique des Jésuites publiée par Arnauld avec le livre "Apologie pour les religieux de la Compagnie de Jésus".

## Œuvres
- La Cour saincte
- De Symbolica Aegyptiorum sapientia. Electorum symbolorum et parabolarum historicarum syntagmata, 1618
- Polyhistor symbolicus, electorum symbolorum et parabolarum historicarum stromata, XII. libris complectens, 1618
- De Eloquentia sacra et humana (16 volumes), 1623
- Tragœdiae sacrae
- Apologie des Jésuites, 1644.
- Le Buisson Ardent, 1648
- Traicté de la Conduite Spirituelle selon l'esprit du B. François de Sales, Évêque et Prince de Genève [1637].
- La Femme, ses Vertus et ses défauts; Ouvrage tiré des Œuvres du P. Caussin, entièrement fondu, corrigé, augmenté par Bathild Bouniol